# Montaillou
Montaillou – miejscowość i gmina we Francji, w regionie Oksytania, w departamencie Ariège.
Według danych na rok 2010 gminę zamieszkiwały 34 osoby, a gęstość zaludnienia wynosiła 3 osoby/km².